# Itta Bena
Itta Bena är en stad i Leflore County i delstaten Mississippi.
Orten har uppkallats efter Benjamin G. Humphreys plantage Itta Bena. Humphreys var brigadgeneral i sydstatsarmén i amerikanska inbördeskriget och Mississippis guvernör 1865–1868.